# Cephalodella misgurnus
Cephalodella misgurnus är en hjuldjursart som beskrevs av Wulfert 1937. Cephalodella misgurnus ingår i släktet Cephalodella och familjen Notommatidae. Inga underarter finns listade i Catalogue of Life.